# Regions Morgan Keegan Championships and the Cellular South Cup 2011 - Qualificazioni singolare femminile
Le qualificazioni del singolare femminile del Regions Morgan Keegan Championships and the Cellular South Cup 2011 sono state un torneo di tennis preliminare per accedere alla fase finale della manifestazione. I vincitori dell'ultimo turno sono entrati di diritto nel tabellone principale. In caso di ritiro di uno o più giocatori aventi diritto a questi sono subentrati i lucky loser, ossia i giocatori che hanno perso nell'ultimo turno ma che avevano una classifica più alta rispetto agli altri partecipanti che avevano comunque perso nel turno finale.

## Giocatrici

### Teste di serie
1. Heather Watson (qualificata)
2. Ol'ga Savčuk (primo turno)
3. Sally Peers (primo turno)
4. Anna-Lena Grönefeld (qualificata)

1. Stéphanie Foretz Gacon (qualificata)
2. Madison Brengle (ultimo turno)
3. Michelle Larcher de Brito (ultimo turno)
4. Katie O'Brien (ultimo turno)

### Qualificate
1. Heather Watson
2. Alexa Glatch

1. Stéphanie Foretz Gacon
2. Anna-Lena Grönefeld

### Lucky loser
1. Alexandra Stevenson

## Tabellone qualificazioni

### 1ª sezione
|  | Primo turno | Primo turno               | Primo turno               | Primo turno | Primo turno |  |  | Ultimo turno | Ultimo turno              | Ultimo turno              | Ultimo turno | Ultimo turno |  |
|  |             |                           |                           |             |             |  |  |              |                           |                           |              |              |  |
|  | 1           | Heather Watson            | Heather Watson            | 6           | 6           |  |  |              |                           |                           |              |              |  |
|  | WC          | Ashley Murdock            | Ashley Murdock            | 1           | 1           |  |  | 1            | Heather Watson            | Heather Watson            | 7            | 6            |  |
|  |             | Marina Eraković           | Marina Eraković           | 2           | 4           |  |  | 7            | Michelle Larcher de Brito | Michelle Larcher de Brito | 5            | 1            |  |
|  | 7           | Michelle Larcher de Brito | Michelle Larcher de Brito | 6           | 6           |  |  |              |                           |                           |              |              |  |

### 2ª sezione
|  | Primo turno | Primo turno    | Primo turno  | Primo turno | Primo turno |  |  | Ultimo turno | Ultimo turno  | Ultimo turno  | Ultimo turno | Ultimo turno |  |
|  |             |                |              |             |             |  |  |              |               |               |              |              |  |
|  | 2           | Ol'ga Savčuk   | Ol'ga Savčuk | 64          | 4           |  |  |              |               |               |              |              |  |
|  |             | Alexa Glatch   | Alexa Glatch | 7           | 6           |  |  |              | Alexa Glatch  | Alexa Glatch  | 6            | 6            |  |
|  | WC          | Caroline Price | 6            | 2           | 0           |  |  | 8            | Katie O'Brien | Katie O'Brien | 2            | 3            |  |
|  | 8           | Katie O'Brien  | 1            | 6           | 6           |  |  |              |               |               |              |              |  |

### 3ª sezione
|  | Primo turno | Primo turno            | Primo turno            | Primo turno | Primo turno |  |  | Ultimo turno | Ultimo turno           | Ultimo turno           | Ultimo turno | Ultimo turno |  |
|  |             |                        |                        |             |             |  |  |              |                        |                        |              |              |  |
|  | 3           | Sally Peers            | Sally Peers            | 2           | 4           |  |  |              |                        |                        |              |              |  |
|  |             | Alexandra Stevenson    | Alexandra Stevenson    | 6           | 6           |  |  |              | Alexandra Stevenson    | Alexandra Stevenson    | 1            | 2            |  |
|  |             | Jelena Pandžić         | Jelena Pandžić         | 1           | 4           |  |  | 5            | Stéphanie Foretz Gacon | Stéphanie Foretz Gacon | 6            | 6            |  |
|  | 5           | Stéphanie Foretz Gacon | Stéphanie Foretz Gacon | 6           | 6           |  |  |              |                        |                        |              |              |  |

### 4ª sezione
|  | Primo turno | Primo turno         | Primo turno         | Primo turno | Primo turno |  |  | Ultimo turno | Ultimo turno        | Ultimo turno        | Ultimo turno | Ultimo turno |  |
|  |             |                     |                     |             |             |  |  |              |                     |                     |              |              |  |
|  | 4           | Anna-Lena Grönefeld | Anna-Lena Grönefeld | 6           | 6           |  |  |              |                     |                     |              |              |  |
|  |             | Shelby Rogers       | Shelby Rogers       | 3           | 2           |  |  | 4            | Anna-Lena Grönefeld | Anna-Lena Grönefeld | 6            | 6            |  |
|  |             | Julie Coin          | Julie Coin          | 5           | r           |  |  | 6            | Madison Brengle     | Madison Brengle     | 2            | 2            |  |
|  | 6           | Madison Brengle     | Madison Brengle     | 7           |             |  |  |              |                     |                     |              |              |  |